# Сандеј Адетунџи
Сандеј Дамиларе Адетунџи (енгл. Sunday Damilare Adetunji; Лагос, 10. децембар 1997) нигеријски је фудбалер који тренутно наступа за Цеље, на позајмици из Чукаричког.

## Каријера
На почецима своје каријере у родној Нигерији, Адетунџи је играо за Ел Канеми вориорс и Шутинг старс. Након тога је био члан Абиа вориорса. Због теже повреде коју је претрпео у августу 2017. ван терена је провео наредних неколико месеци. Касније је добијао прилику са клупе а затим је прослеђен на позајмицу Енјимби. Ту је остао до краја календарске 2018. године. Потом је почетком наредне године уступљен Лоби старсу. Адетунџи је 2019. био члан Прибрама за који је последњег дана септембра дебитовао у Првој лиги Чешке. Играо је и за резервни састав тог клуба. Крајем августа 2020. године је приступио Плато јунајтеду, али је после неког времена прекинуо сарадњу с тим клубом. Наредне године је потписао за Риверс јунајтед и на свом дебитантском наступу постигао погодак. Крајем августа 2021. године Адетунџи је поново отишао у Европу и приступио екипи Шкупија. Он је током такмичарске 2021/22. на 28 одиграних утакмица у Првој лиги Северне Македоније био стрелац 20 погодака и тиме допринео освајању шампионске титуле. Већ након прве сезоне клуб је имао неколико понуда за играча, али их је одбио услед незадовољства висином обештећења. До лета 2023. је остварио укупни учинак од 33 поготка и 13 асистенција, од чега 30 голова у домаћем такмичењу и по један у квалификацијама за сва три европска такмичења. После спора са клубом, на крају прелазног рока је као слободан играч отишао у Чукарички. Потписао је трогодишњи уговор и одмах је пријављен за такмичење у Лиги конференције. Свој први званични наступ за клуб уписао је 16. септембра 2023. године, против Црвене звезде. Тада је најпре изнудио једанаестерац који је реализовао Марко Доцић, а затим и погодио за победу своје екипе резултатом 2 : 1. У јануару 2024. прослеђен је на позајмицу словеначком прволигашу Цељу.

## Репрезентација
Адетунџи је позиван у репрезентацију Нигерије у узрасту до 23 године. У септембру 2018. је добио позив за пријатељски сусрет Нигерије с Либеријом. На истом је дебитовао, ушавши у игру у 70. минуту уместо Хенрија Онјекуруа. Наступио је у поразу на пријатељској утакмици с Мексиком у јулу 2021, такође ушавши с клупе.

## Трофеји, награде и признања

### Екипно
- Прва лига Северне Македоније : 2021/22.[14]

### Појединачно
- Најбољи стрелац Прве лиге Северне Македоније за сезону 2021/22.[24]
- Играч сезоне 2021/22. у Првој лиги Северне Македоније по избору Макфудбала и Спортмедиа[25][26]
- Играч кола у Суперлиги Србије (7. коло такмичарске 2023/24.)[27]